# جزيرة مردالج
جزيرة مَردَالِج (بالتركية: Mardaliç Adası)‏ وتسمى أيضًا جزيرة جورجي وقيز قلەسي هي جزيرة في بحر إيجة تابعة لتركيا.

## موقع
الجزيرة جزء من قضاء ديكيلي في مقاطعة إزمير. وتطل على خليج نارلەدره في الأناضول. وتبلغ المسافة بينها وبين أقرب نقطة من البر الرئيسي حوالي 1.5 كيلومتر. وتبلغ مساحتها 2.1 كيلومتر مربع.

## تاريخ
في العصور القديمة، كانت الجزيرة تُعرف باسم إليوسا إريثرايون. في القرن الرابع عشر كانت الجزيرة جزءًا من جمهورية جنوة. سيطر فرانشيسكو الأول جاتيلوسيو وخلفاؤه على جزيرة لسبوس والجزر الأصغر المحيطة بها مثل مردالج لمدة قرن من الزمان تقريبًا. في عام 1462 استولى محمود باشا الصدر الأعظم للدولة العثمانية على الجزيرة. ولكن سرعان ما أصبحت مرتعًا للقراصنة، وخاصة لجورجيا ماريا من جزيرة كورسيكا الذي تحالف مع جمهورية البندقية وأصبح يشكل مشكلة كبيرة بالنسبة للسكان الذين يعيشون في المنطقة الساحلية في غرب الأناضول. في القرن السابع عشر استعادت البحرية العثمانية الجزيرة.

## الجزيرة اليوم
الجزيرة غير مأهولة بالسكان، ولكن هناك بعض الآثار من عصر جنوة وأهمها هو برج المراقبة. تحتوي الجزيرة على الطيور مثل النوارس والحجلان بالإضافة إلى بعض الثعابين والسحالي. الزيتون والزعتر والسراخس هي بعض النباتات الموجودة في الجزيرة.